# Cattenom
Cattenom település Franciaországban, Moselle megyében. Lakosainak száma 2593 fő (2022. január 1.). Cattenom Boust, Breistroff-la-Grande, Fixem, Gavisse, Basse-Ham, Hettange-Grande, Kœnigsmacker, Malling, Rodemack és Thionville községekkel határos.

## Népesség
A település népességének változása:
| Lakosok száma | 1322 | 2209 | 2190 | 2517 | 2744 | 2735 | 2654 | 2628 | 2619 | 2593 |
|               | 1968 | 1982 | 1990 | 2006 | 2013 | 2015 | 2017 | 2019 | 2020 | 2022 |